# Pennantia baylisiana
Pennantia baylisiana (Maori: kaikōmako manawatāwhi of Three Kings kaikōmako) is een plantensoort uit de familie Pennantiaceae. Het is een struikachtige meerstammige boom. De boom heeft zeer grote en brede glanzende gekrulde bladeren. De bladeren zijn 120-160 millimeter lang en het breedst naar de punt toe. De boom heeft kleine groenkleurige bloemen die in trossen langs de takken hangen. De paarskleurige vrucht bevat een zaadje. De soort staat op de Rode Lijst van de IUCN geklasseerd als 'kritiek'.
De soort komt voor op de ten noorden van Nieuw-Zeeland liggende Driekoningeneilanden. Hij groeit daar in kustbossen.